# Audun Grønvold
Audun Grønvold   (Hamar, 28 de febrer de 1976 - 15 de juliol de 2025) va ser un esquiador noruec, especialista en esquí acrobàtic, guanyador d'una medalla olímpica.
El 2010 va prendre part en els Jocs Olímpics d'Hivern de Vancouver, on va guanyar la medalla de bronze en la prova de camp a través del programa d'esquí acrobàtic.
En el seu palmarès també destaca una medalla de bronze en el Campionat del Món d'esquí acrobàtic de 2005 i la Copa del Món d'esquí acrobàtic del 2007. També practicà l'esquí alpí, assolint una tercera posició en una prova de descens de la Copa del Món d'esquí alpí com a millor resultat. A nivell nacional guanyà els campionats noruecs de descens el 2003 i 2004 i el d'esquí acrobàtic el 2005, 2006 i 2010.
Es va retirar el 2010 per problemes d'una lesió. Entre el 2010 i el 2012 exercí d'entrenador de l'equip nacional noruec de camp a través. També fou un reconegut comentarista de televisió.
Va morir el juliol de 2025, pocs dies després de ser tocar per un llamp mentre es dirigia a una cabana familiar.